# Maxim Vyznavač
Svatý Maxim Vyznavač, řecky Maximos Homologetes, latinsky Confessor (580 v Konstantinopoli – 662 na Kavkaze) byl byzantský mnich a teolog, církevní otec známý především jako odpůrce monotheletismu.

## Životní osudy
V dětství osiřel a proto vyrůstal v klášteře, v němž prošel origenovsky a evagriovsky laděnou formací. V roce 614 žil jako mnich v chrysopolském klášteře nedaleko Konstantinopole. Několik let poté musel kvůli perské invazi odejít do severoafrického Kartága. V klášteře Eukratas se stal žákem budoucího jeruzalémského patriarchy Sofronia (†638), který ho seznámil s Makariovou spiritualitou.
Maxim Vyznavač tvrdě obhajoval ortodoxní učení v době, kdy byzantští císaři usilovali o klid v říši a jednotné vyznání jejího obyvatelstva. Toho se pokusili dosáhnout zavedením učení o monoenergismu a později monotheletismu, jež měly přiblížit monofysitské obyvatelstvo východních provincií, neuznávající dvojí přirozenost Ježíše Krista, ortodoxnímu učení o dvojí, lidské i božské, podstatě druhé božské osoby. Maxim zásadně odmítal monotheletismus, který rovněž považoval za herezi, i rozhodování panovníka o církevních záležitostech. Ochranu nalezl u papeže sv. Martina I., který nové dogma na lateránské synodě v roce 649 zavrhl a za jediné pravověrné vyhlásil dyotheletické učení o dvojí vůli a dvojí energii v Kristu. Roku 653 je nechal císař Konstans II. přivézt oba do Konstantinopole. Martina sesadil a poslal do vyhnanství do Chersonésu. Maxima přikázal zmučit (byl mu useknut jazyk a pravá ruka) a poté rovněž poslat do vyhnanství, do podkavkazského království Lazika (starověká Kolchida, dnešní západní část Gruzie). Tam starý mnich po čtyřech letech v mukách také zemřel.

## Učení a dílo
Větší část jeho děl (asi devadesát) vznikla v Konstantinopoli, ale jen Čtyři centurie o lásce máme v kritickém vydání. Neví se přesně, kdy byly sepsány ostatní. Avšak existuje obecně přijímaný pokus o jejich řazení. Na prvním místě stojí Maximovy teologické spisy: Capita Theologica (Teologické kapitoly), Ambiguorum liber (Pojednání o nejasných místech v písmu), Disputatio cum Pyrrha (Diskuse s Pyrrhou), spjaté s jeho protimonotheletickou polemikou. Dále se jedná o značný počet listů a velký komentář ke spisům Dionýsa Areopagity. Jeho nejslavnější texty jsou asketicko-mystické. Fotios († 898?) zmiňuje Maximův Výklad Modlitby Páně (Orationis dominicae exposition) jako obecně užitečnou knihu. Dalšími díly jsou Otázky na Thalassia (Questiones ad Thalassian), Výklad padesátého žalmu (Expositio in Psalmum 50). Také neopomeneme Knihu o asketice (Liber asceticus), napsáno v duchu východního křesťanství a Mystagogii, pokus o mystický výklad liturgie. Spisy Maxima Vyznavače tkví svými kořeny v Evagriově spiritualitě, v díle velkých Kappadočanů a odkazu Dionysa Areopagity i v Makariově mystice. Dospěl k syntéze propojující „východní intuici o Kristově jednotě s latinskou intuicí o jeho podvojnosti“ (O. Clément). Vypracoval vlastní mystickou a spirituální teologii, která překonává Evagriovu gnózi tím, že ji úzce propojuje s vtělením a antropologií. Logos je pro Maxima dokonalou syntézou Božího tajemství všech věcí, je i vrcholem liturgie, která má kosmické rozměry a v níž hraje hlavní úlohu Kristova láska k člověku, láska člověka ke Spasiteli a v Něm i ke všem bratřím.
V díle Maxima Vyznavače převažuje emotivní přístup nad filozofickým racionalismem. Také svými pracemi Kefaleia peri agapés (Kapitoly o lásce k Bohu) a Logos askétikos (Pojednání o askezi) významně ovlivnil byzantskou teologii a především mysticismus. Jeho díla se překládala také v Bulharsku v tzv. preslavské překladatelské škole.
Růžena Dostálová shrnuje základ Maximova učení takto:
V učení Maxima Homologeta je přirozeným úkolem člověka dosáhnout „podobnosti Bohu“, k níž byl stvořen a která je jeho přirozeným stavem. Záleží sice na volbě (gnómé) každého jednotlivce, zda se k této cestě rozhodne, ale jen spolupráce (synergeia) s vůli boží mu dává skutečnou „svobodu“. Stejná představa je i základním dogmatem ikonodúlské teorie.

## Odkazy

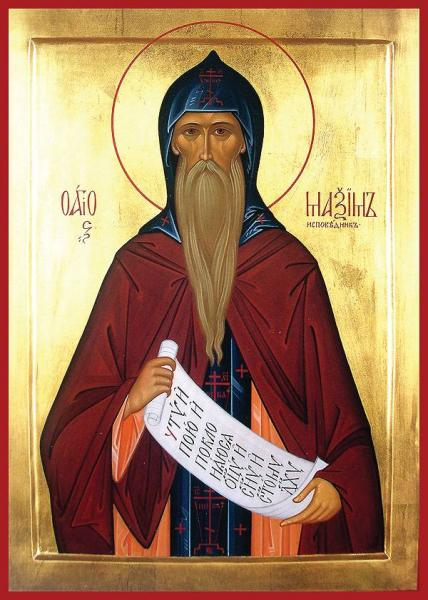
Ikona svatého Maxima Vyznavače